# René van der Kuil

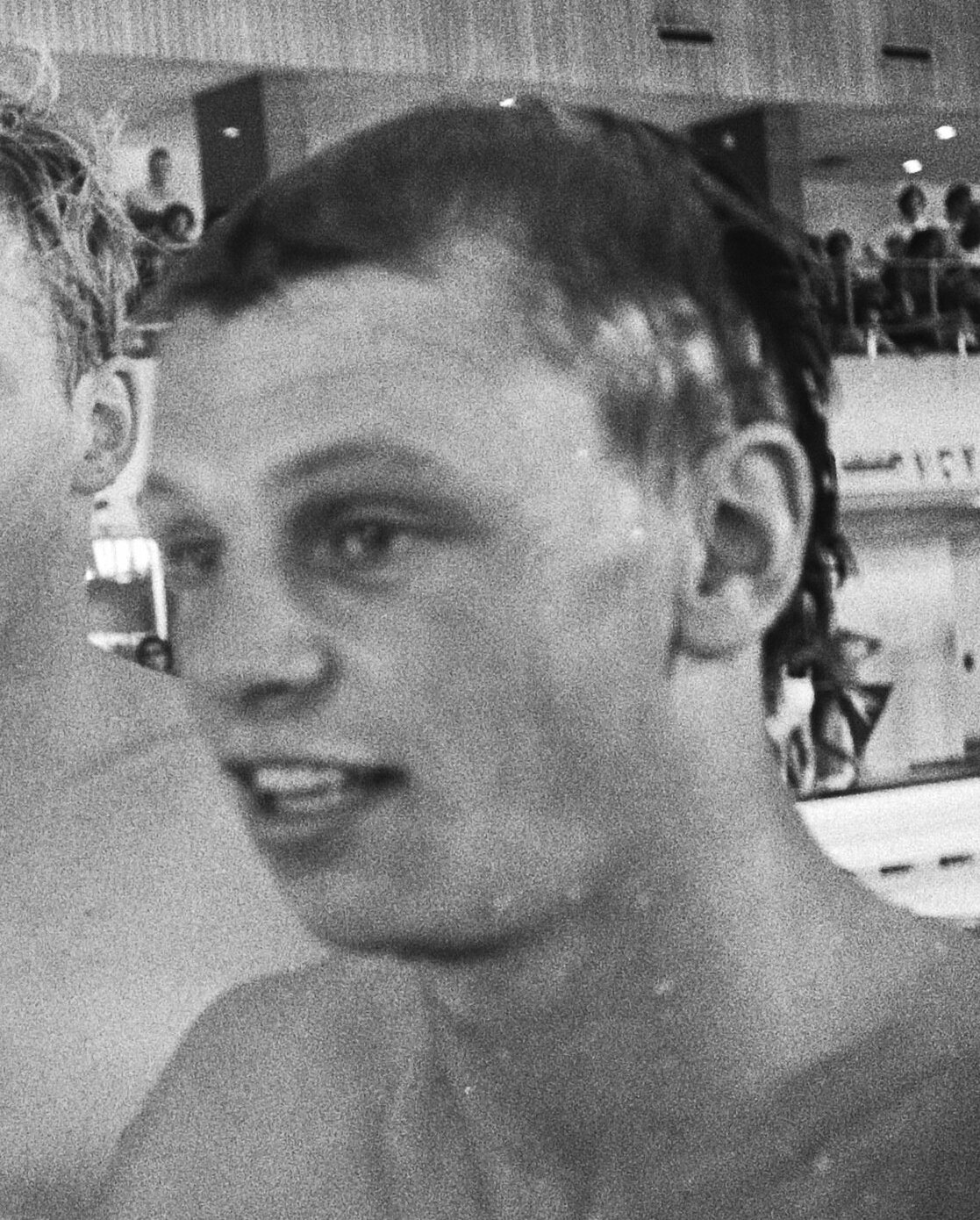
René van der Kuil (1976).

René van der Kuil (Schiedam, 3 juni 1956) is een voormalig Nederlands topzwemmer op de vrije slag, die namens zijn vaderland eenmaal deelnam aan de Olympische Spelen: Montréal 1976. 
Bij dat toernooi strandde Van der Kuil op zijn individuele nummers, de 200 en de 400 meter vrije slag, in beide gevallen in de ochtendseries: hij eindigde als 23ste op de 200 vrij (1.55,59) en als 21ste op de 400 vrij (4.03,14). Met de estafetteploeg op de 4x200 meter vrije slag daarentegen drong de zwemmer van SZC wel door tot de finale, waarin het aflossingsteam - verder bestaande uit Henk Elzerman (slotzwemmer), Andre in het Veld (derde zwemmer) en startzwemmer Karim Ressang - uiteindelijk beslag legde op de zesde plaats met een tijd van 7.42,56. 
Het was voor de eerste keer in de olympische geschiedenis dat Nederland de finale bereikte van de 'klassieke estafette', al kwam daar wel enig geluk bij kijken, omdat de ploeg in de series als negende was geëindigd en dus uitgeschakeld, maar door de diskwalificatie van gastland Canada alsnog deel mocht nemen aan de finale.